# 18928 Pontremoli
18928 Pontremoli (2000 QH9) là một tiểu hành tinh vành đai chính.